# 水野周也
水野 周也（みずの しゅうや、1979年6月13日 - ）は、日本のダンサー。振付師。別名はSHU-YA。北海道出身。血液型はB型。

## 経歴
東京都品川区のダンススタジオ「ALL TEMPO DANCE STUDIO」の講師を経て、エイベックス・アーティストアカデミーのダンスマスターに就任。
バックダンサーとしては2004年より浜崎あゆみやBoA、安室奈美恵等のダンサーとして活躍。また浜崎あゆみのミュージック・ビデオには多数出演をしている。その後、2013年に浜崎のバックダンサーを脱退。

## 出演

### PV
- 浜崎あゆみ
  - 「my name's WOMEN」（2004年）
  - 「fairyland」（2005年）
  - 「Startin'」（2006年）
  - 「BLUE BIRD」（2006年）
  - 「Beautiful Fighters」（2006年）
  - 「Part of Me」（2007年）
  - 「talkin' 2 myself」（2007年）
  - 「Marionette」（2008年）
  - 「Days」（2008年）
  - 「GREEN」（2008年）
  - 「Rule」（2009年）
  - 「Sparkle」（2009年）
  - 「Sunrise 〜LOVE is ALL〜」（2009年）
  - 「BALLAD」（2009年）
  - 「Lady Dynamite」（2009年）
  - 「Summer diary」（2015年）
  - 「Winter diary」（2015年）